# 索萊爾鎮區 (明尼蘇達州羅索縣)
索萊爾鎮區（英語：Soler Township）是位於美國明尼蘇達州羅索縣的一個行政鎮區。

## 地方資料
索萊爾鎮區的面積為94.53平方千米，皆為陸地。根據2020年美國人口普查的數據，當地共有人口87人，而人口密度為每平方千米0.92人。